# 388
Năm 388 là một năm trong lịch Julius.